# 兎越山
兎越山（うさごえやま）は、福井県福井市にある山である。
標高82mで足羽山、八幡山に並ぶ足羽三山の1つである。
麓にある「おさごえ民家園」の名称に使われている「おさごえ」の名は、兎越山、あるいはこれと八幡山との間を通る峠道の古称である「尾左越」や「梭越」などに因んで命名された。
かつて笏谷石を産出していた。
戦時中には軍事施設が作られ、今も地中に残っている。
入り口はかんぽの宿から東へ下った所の石垣にあるという。
現在足羽山が陥没した石墓の安置場になっている。

## 施設
山頂には亀の井ホテル 福井（旧かんぽの宿）があり、山の北部には公園がある。公園から県道へ降りる階段があるが樹木や草が生えていて倒木もあり、冬春以外通るのは困難である。
公園の隣には社会保険庁の旧施設があり、周囲は柵で囲まれていて、中には石が多数つんである。
山のふもとには出雲大社福井分院がある。